# Аккуль (Башкортостан)
Аккуль (баш. Аҡкүл) — деревня в Кармаскалинском районе Республики Башкортостан Российской Федерации. Входит в состав Старомусинского сельсовета.

## География

### Географическое положение
Расстояние до:
- районного центра (Кармаскалы): 13 км,
- центра сельсовета (Старомусино): 4 км,
- ближайшей ж/д станции (Карламан): 22 км.

## Население
| 2002 | 2009 | 2010 |
| ---- | ---- | ---- |
| 125  | ↘31  | ↗38  |

Национальный состав
Согласно переписи 2002 года, преобладающие национальности — татары (71 %), башкиры (27 %).